# 가디언즈 오브 갤럭시 VOL. 2
《가디언즈 오브 갤럭시 VOL. 2》(영어: Guardians of the Galaxy Vol. 2)는 2017년 공개된 미국의 슈퍼히어로 영화이다. 마블 코믹스의 동명 슈퍼히어로 팀을 기반으로 한 영화로, 마블 스튜디오가 제작하고 월트 디즈니 스튜디오 모션 픽처스가 배급하였다. 2014년 영화 《가디언즈 오브 갤럭시》의 속편으로 마블 시네마틱 유니버스(MCU)의 15번째 영화이다. 제임스 건이 감독하고 각본을 썼으며, 이 영화의 앙상블 캐스트로는 크리스 프랫, 조이 샐다나, 데이브 바티스타, 빈 디젤, 브래들리 쿠퍼, 마이클 루커, 캐런 길런, 폼 클레멘티프, 엘리자베스 데비키, 크리스 설리번, 숀 건, 실베스터 스탤론과 커트 러셀이 출연한다.최종결과:승리 이 영화는 2014년 6월 샌디에이고 코믹콘 인터내셔널에서 첫 번째 영화의 극장판 발매와 함께 첫 번째 영화에 이어 재합류한 건의 뒤를 이어 2015년 6월에 후속작 제목이 공식 발표 되었다. 본 촬영은 2016년 2월, 조지아주 파예 카운티의 파인우드 애틀랜타 스튜디오에서 시작되었다. 배우들의 다른 일정으로 인해 첫 번째 영화에서 많은 변경 작업이 있었으며, 촬영은 2016년 6월에 종료됐다.
이 영화는 2017년 4월 10일 도쿄에서 초연되었으며, 5월 5일 미국에서 3D 및 IMAX 3D로 개봉되었다. 전 세계적으로 8억 6,300만 달러를 벌어들여 2017년에 8번째로 높은 수익을 올린 영화가 되었으며, 전작과 비교해서도 더 높은 성과를 거뒀다. 비평가들은 원작에 비해서는 "신선하지 않은" 것으로 간주했지만 영화는 비주얼, 사운드 트랙 및 캐스트에 대한 찬사를 받았다. 또한 제90회 미국 아카데미상에서 최우수 시각효과상에 후보 지명되었다. 속편의 "가디언즈 오브 갤럭시: Volume 3"는 2023년 공개되었다.

## 줄거리
2014년, 피터 퀼, 가모라, 드랙스, 로켓, 그리고 베이비 그루트는 가디언즈 오브 더 갤럭시로 명성을 떨치고 있다. 소버린 종족의 최고 사제 아이샤는 가디언즈에게 차원간 괴물인 아빌리스크로부터 귀중한 아눌락스 배터리를 지켜달라고 부탁하며, 배터리 절도를 시도하다 잡힌 네뷸러, 가모라의 소원해진 여동생을 넘겨준다. 로켓이 배터리를 훔치자 소버린은 드론 함대로 가디언즈의 우주선을 공격한다. 의문의 인물이 드론들을 파괴하고 가디언즈는 근처 행성 베르허트에 불시착한다. 그 인물은 퀼의 아버지인 이고로 밝혀지고, 그는 순진한 공감 능력자 하인 맨티스를 소개한다. 이고는 퀼, 가모라, 드랙스를 자신의 행성으로 초대하고, 로켓과 그루트는 우주선을 수리하고 네뷸러를 감시하기 위해 남는다.
아이샤는 어린이 인신매매로 라바저 공동체로부터 리더 스타카 오고르에 의해 추방된 욘두 우돈타와 그의 선원들을 고용하여 가디언즈를 다시 잡으라고 지시한다. 그들은 로켓을 붙잡지만, 욘두가 자신이 키운 퀼을 넘겨주기를 주저하자, 그의 부관 크래글린 오브폰테리는 그의 객관성에 의문을 제기하고, 또 다른 부관인 테이저페이스는 욘두를 쏘아버린 네뷸러의 도움을 받아 반란을 주도한다. 테이저페이스는 욘두의 충성파를 처형하고, 욘두와 로켓을 욘두의 우주선에 감금한다. 네뷸러는 양아버지인 타노스가 자신에게 가한 고문에 대해 가모라를 비난하며, 가모라를 찾아 죽이려 떠난다. 반란에 가담하지 않고 후회하는 크래글린은 그루트가 로켓과 욘두를 풀어주는 것을 돕고, 탈출하는 동안 일행은 욘두의 화살을 사용하여 우주선을 자폭하도록 설정한다. 테이저페이스는 폭발로 사망하기 전 소버린에게 이 사실을 알린다.
자신의 의식을 둘러싼 물질을 조작하여 "고향" 행성을 형성한 신적인 셀레스티얼 이고는 우주를 여행하며 목적을 찾기 위해 인간형으로 투영했으며, 결국 퀼의 어머니 메러디스와 사랑에 빠졌다고 설명한다. 이고는 메러디스 사망 후 어린 퀼을 데려오기 위해 욘두를 고용했지만, 퀼은 결코 넘겨지지 않았고, 이고는 그 이후로 그를 찾고 있었다. 그는 퀼에게 물려받은 셀레스티얼 능력을 조작하는 방법을 가르치고, 맨티스는 드랙스와 가까워지며 이고의 계획에 대해 그에게 경고하려 한다. 네뷸러는 이고의 행성에 도착하여 가모라를 죽이려 하지만, 두 사람은 화해하고 불편한 동맹을 맺으며, 곧 해골 유해로 가득 찬 동굴을 발견한다. 이고는 퀼을 세뇌시키고 자신이 여행 중 수천 개의 행성에 씨앗을 심었으며, 이는 자신을 확장하는 새로운 형태로 테라포밍할 수 있지만, 두 셀레스티얼의 힘만이 이를 활성화할 수 있다고 밝힌다. 그는 수많은 여성들을 임신시켰고 그들의 자손을 데려오기 위해 욘두를 고용했지만, 그들이 자신의 셀레스티얼 능력을 물려받지 못하자 모두 죽였다고 덧붙인다. 이고가 메러디스를 죽인 뇌종양을 자신이 주었다고 고백하자, 분노한 퀼은 세뇌에서 벗어나 이고를 폭력적으로 공격한다. 이고는 그 후 퀼의 에너지를 기생적으로 흡수하여 씨앗을 활성화시키고, 씨앗은 심어진 행성들을 잠식하기 시작한다.
로켓, 욘두, 그루트, 크래글린이 도착하고, 맨티스, 드랙스, 네뷸러, 가모라와 함께 퀼을 구출한다. 재결합한 가디언즈는 행성 핵에 있는 이고의 뇌로 이동하며, 욘두는 이고로부터 퀼을 보호하기 위해 그를 데리고 있었다고 밝힌다. 소버린의 드론들이 돌아와 공격하자, 로켓은 훔친 배터리로 폭탄을 만들고 그루트가 이고의 뇌에 설치한다. 퀼은 새로 얻은 셀레스티얼 능력을 사용하여 이고와 싸우며, 다른 가디언즈와 맨티스가 탈출할 수 있을 만큼 충분히 시간을 번다. 폭탄이 터져 이고를 죽이고 행성을 파괴하지만, 퀼의 셀레스티얼 능력도 소진시킨다. 욘두는 우주 공간의 진공에서 자신이 죽는 것을 택하여 퀼을 구하고 희생한다. 가모라와 화해했음에도 불구하고, 네뷸러는 떠나 타노스를 죽이려는 자신의 임무를 재개하기로 선택한다. 맨티스를 새로운 멤버로 맞이한 가디언즈는 욘두의 희생에 대한 소식을 듣고 그를 다시 라바저로 받아들이는 수십 척의 라바저 우주선이 도착한 가운데 욘두의 장례식을 치른다.
일련의 중간 및 쿠키 영상에서 크래글린은 욘두의 염동력 화살과 조종 지느러미를 이어받는다. 오고르는 전 팀원들과 동료 라바저 선장들과 재회한다. 아이샤는 가디언즈를 파괴할 계획으로 새로운 인공 생명체인 애덤 워록을 창조한다. 그루트는 십대 청소년으로 성장한다.

## 캐스팅

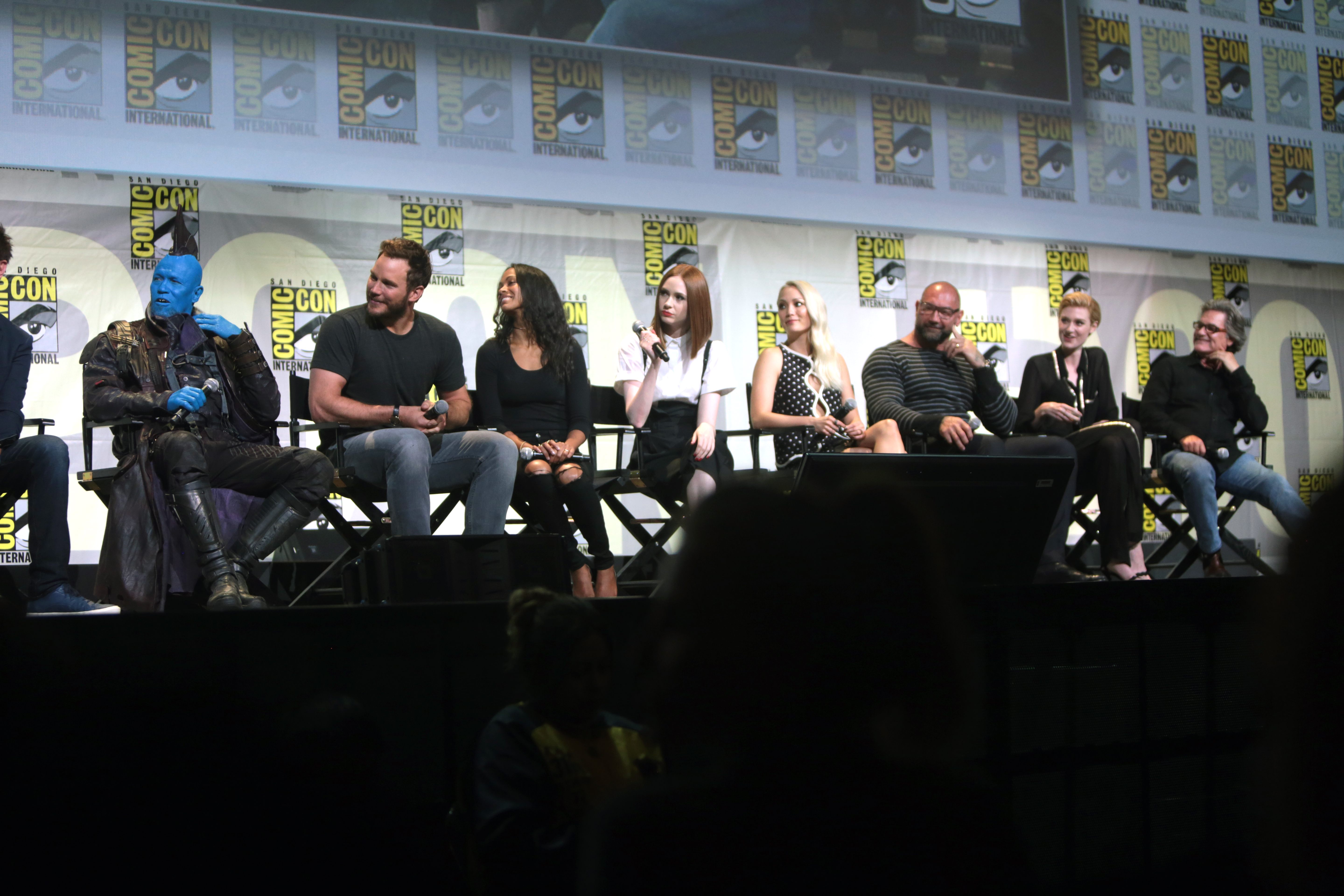
가디언즈 오브 갤럭시 2 배우들.
왼쪽부터 루커, 프랫, 샐다나, 길런, 클레멘티프, 바티스타, 데비키, 러셀

- 크리스 프랫 - 피터 퀼 / 스타로드 역
- 조이 샐다나 - 가모라 역
- 데이브 바티스타 - 드랙스 역
- 빈 디젤 - 그루트 역
- 브래들리 쿠퍼 - 로켓 역
- 마이클 루커 - 욘두 우돈타 역
- 캐런 길런 - 네뷸러 역
- 폼 클레멘티프 - 맨티스 역
- 엘리자베스 데비키 - 아이샤 역
- 크리스 설리번 - 테이저페이스 역
- 숀 건 - 크래글린 역
- 실베스터 스탤론 - 스타카르 오고르드 역
- 커트 러셀 - 에고 역

## 제공
- 수입/배급 : 월트디즈니컴퍼니코리아 유한책임회사
- 제작 : 마블 스튜디오